# Megachile antisanellae
Megachile antisanellae là một loài Hymenoptera trong họ Megachilidae. Loài này được Cameron mô tả khoa học năm 1903.